# キャララジオ
キャララジオは、映像・音楽メーカー7社合同によるインターネットラジオサイト。アニラジ番組を取り扱う。
各社の配信サイトへのポータルサイト的役割のほか、かつてはここでのみ聴取できるオリジナル番組の制作・配信も各社持ち回りで行っていたが、2008年1月をもって休止した。同年3月よりキャララジオ制作の「井上喜久子 魅惑のおしゃべりメロン」を配信していたが、こちらも2011年9月16日の第178回より配信がHiBiKi Radio Stationに変更され、以降は更新が停止した状態にある。

## スタッフ
- プロデューサー : 里見哲朗
- 制作 : ブルームビジョン株式会社

## 参加メーカー
メーカー系のポータルのため否メーカーのサイトは参加していない
- ランティス
  - ランティスネットラジオ
- ビクターエンタテインメント（JVCエンタテインメント）
  - m-serve
- キングレコード（スターチャイルド）
  - すたちゃまにあ
- バンダイビジュアル
  - BEAT☆Net Radio!
- メディアファクトリー
  - メディファクラジオ
- ジェネオンエンタテインメント
- ショウゲート（旧東芝エンタテインメント　2008年に撤退）
  - Showgate RADIO
- ポニーキャニオン（2008年に参加）

## 配信番組
ここではオリジナル番組のみ記載する。各社配信サイトの番組についてはそれぞれの項目を参照。

### 2006年
ランティスPresents JAM Projectのキャララジオ（4月）
パーソナリティ : JAM Project（影山ヒロノブ、松本梨香、遠藤正明、きただにひろし、奥井雅美、福山芳樹）
ビクターPresents キャララジオMay（5月）
パーソナリティ : 牧野由依 ・FictionJunction YUUKA ・石川智晶 ・savage genius ・ROCKY CHACK
スターチャイルドPresents angelaのキャララジオ（6月）
パーソナリティ ; angela
バンダイビジュアルPresents DIEBUSTER WEB RADIO TOP! LESS キャララジオ出張版（7月）
パーソナリティ : 福井裕佳梨・岩田光央
メディアファクトリーPresents ちょこっとRadio!＆ゼロの使い魔 on the radio 〜トリステイン魔法学院へようこそ〜 キャララジオ出張版（8月）
パーソナリティ : 小林由美子・斎藤桃子 / 釘宮理恵・日野聡
ランティスPresents JAM Projectのキャララジオ出張版（9月）
パーソナリティ : JAM Project（影山ヒロノブ、松本梨香、遠藤正明、きただにひろし、奥井雅美、福山芳樹）
GENEON Presents 中原小麦のまじかるナースステーション乙乙1ヶ月限定すぺしゃる！（10月）
パーソナリティ : 中原小麦・偽まる・UPLIFT
東芝エンタテインメント Presents UPLIFTかくかたりき（11月）
パーソナリティ : UPLIFT
ランティスPresents 遠藤正明のキャララジオ〜まる出し版〜（12月）
パーソナリティ : 遠藤正明

### 2007年
スターチャイルドPresents 米澤くんとひまわりのきゃららじお（1月）
パーソナリティ : 近藤隆・松本華奈
バンダイビジュアルPresents そらいろらじお in キャララジオ（2月）
パーソナリティ : 能登麻美子・中原麻衣
メディアファクトリーPresents ゼロの使い魔 on the radio キャララジオ出張版 〜メディファク・ワールドへようこそ〜（3月）
パーソナリティ : 釘宮理恵・日野聡
ビクターPresents savage genius & FictionJunction YUUKAのキャララジオ（4月）
パーソナリティ : savage genius・FictionJunction YUUKA
GENEON Presents 偽・うpのギョーカイ時事放談（5月）
パーソナリティ : 偽まる・UPLIFT
Showgate Presents UPLIFTかくかたりきセカンドシーズン（6月）
パーソナリティ : UPLIFT
ランティスPresents 遠藤正明 きただにひろしのキャララジオ 漢二人でやってます。（7月）
パーソナリティ : 遠藤正明、きただにひろし
スターチャイルドPresents 萬Z。のキャララジオ（8月）
パーソナリティ : 萬Z。
JVCエンタテインメントPresents 牧野由依のキャララジオ（9月）
パーソナリティ : 牧野由依
メディアファクトリーPresents ゼロの使い魔 on the radio スペシャル ルイズがキャララジオで大暴れマンスリー！（10月）
パーソナリティ : 釘宮理恵・日野聡
GENEON&Showgate Presents 偽・うpのギョーカイ時事放談SUPER!　頼まれてもいないのに勝手に電撃15年祭を宣伝しようスペシャル！（11月）
パーソナリティ : 偽まる・UPLIFT
バンダイビジュアルPresents true tears こちら、チューリップ放送局 IN キャララジオ（12月）
パーソナリティ：高垣彩陽・名塚佳織・井口裕香

### 2008年以降
Showgate Presents UPLIFTかくかたりきサードシーズン（2008年1月第1回）
パーソナリティ : UPLIFT
Showgate Presents 英梨と聡美のHENTAIですか? 〜全国のタカヤさんをごひいきします★〜（プロデュース by こはるびより）（2008年1月第2回〜第4回）
パーソナリティ : 喜多村英梨・明坂聡美
井上喜久子 魅惑のおしゃべりメロン（2008年3月〜2011年9月以降はHiBiKi Radio Stationで配信。）
パーソナリティ : 井上喜久子

## CD

### よりぬきキャララジオ.1

#### オーディオトラック
魅惑のおしゃべりメロン（井上喜久子／ドメスティック♥ラヴバンド）

### エクストラ・トラック
ゼロの使い魔 on the radio トリステイン魔法学院へようこそ! キャララジオ出張版
そらいろらじお in キャララジオ
ああのるどしゅわるつねっがぁぁプレ放送版
JAM Projectのキャララジオ2008スペシャル版
UPLIFTかくかたりきアーカイブス
偽・うpキョーカイ時事放談SUPER!
ボイスドラマコンテスト受賞作品「ごまつぶ姉妹」